# Grecia en la Copa Mundial de Fútbol
La selección de fútbol de Grecia ha participado en dos ediciones de la Copa Mundial de Fútbol. El mejor resultado obtenido por la selección griega en este torneo fue un 25.º puesto logrado en la edición de Sudáfrica 2010, siendo eliminados en la fase de grupos.
La selección de fútbol de Grecia ha participado en dos ediciones de la Copa Mundial de Fútbol. El mejor resultado obtenido por la selección griega en este torneo fue un 25.º puesto logrado en la edición de Sudáfrica 2010, siendo eliminados en la fase de grupos.
A continuación se detallan los jugadores convocados, así como los seleccionadores, en cada uno de los dos campeonatos referidos.

## Resultados
| Uruguay 1930        | No participó                        | No participó                        | No participó                        | No participó                        | No participó                        | No participó                        | No participó                        | No participó                        |                 |
| Italia 1934         | Se retiró en la fase clasificatoria | Se retiró en la fase clasificatoria | Se retiró en la fase clasificatoria | Se retiró en la fase clasificatoria | Se retiró en la fase clasificatoria | Se retiró en la fase clasificatoria | Se retiró en la fase clasificatoria | Se retiró en la fase clasificatoria |                 |
| Francia 1938        | No se clasificó                     | No se clasificó                     | No se clasificó                     | No se clasificó                     | No se clasificó                     | No se clasificó                     | No se clasificó                     | No se clasificó                     |                 |
| Brasil 1950         | No participó                        | No participó                        | No participó                        | No participó                        | No participó                        | No participó                        | No participó                        | No participó                        |                 |
| Suiza 1954          | No se clasificó                     | No se clasificó                     | No se clasificó                     | No se clasificó                     | No se clasificó                     | No se clasificó                     | No se clasificó                     | No se clasificó                     |                 |
| Suecia 1958         | No se clasificó                     | No se clasificó                     | No se clasificó                     | No se clasificó                     | No se clasificó                     | No se clasificó                     | No se clasificó                     | No se clasificó                     |                 |
| Chile 1962          | No se clasificó                     | No se clasificó                     | No se clasificó                     | No se clasificó                     | No se clasificó                     | No se clasificó                     | No se clasificó                     | No se clasificó                     |                 |
| Inglaterra 1966     | No se clasificó                     | No se clasificó                     | No se clasificó                     | No se clasificó                     | No se clasificó                     | No se clasificó                     | No se clasificó                     | No se clasificó                     |                 |
| México 1970         | No se clasificó                     | No se clasificó                     | No se clasificó                     | No se clasificó                     | No se clasificó                     | No se clasificó                     | No se clasificó                     | No se clasificó                     |                 |
| Alemania 1974       | No se clasificó                     | No se clasificó                     | No se clasificó                     | No se clasificó                     | No se clasificó                     | No se clasificó                     | No se clasificó                     | No se clasificó                     |                 |
| Argentina 1978      | No se clasificó                     | No se clasificó                     | No se clasificó                     | No se clasificó                     | No se clasificó                     | No se clasificó                     | No se clasificó                     | No se clasificó                     |                 |
| España 1982         | No se clasificó                     | No se clasificó                     | No se clasificó                     | No se clasificó                     | No se clasificó                     | No se clasificó                     | No se clasificó                     | No se clasificó                     |                 |
| México 1986         | No se clasificó                     | No se clasificó                     | No se clasificó                     | No se clasificó                     | No se clasificó                     | No se clasificó                     | No se clasificó                     | No se clasificó                     |                 |
| Italia 1990         | No se clasificó                     | No se clasificó                     | No se clasificó                     | No se clasificó                     | No se clasificó                     | No se clasificó                     | No se clasificó                     | No se clasificó                     |                 |
| Estados Unidos 1994 | Primera fase                        | Alketas Panagoulias                 | Convocatoria                        |                                     |                                     |                                     |                                     |                                     |                 |
| Francia 1998        | No se clasificó                     | No se clasificó                     | No se clasificó                     | No se clasificó                     | No se clasificó                     | No se clasificó                     | No se clasificó                     | No se clasificó                     | No se clasificó |
| Corea y Japón 2002  | No se clasificó                     | No se clasificó                     | No se clasificó                     | No se clasificó                     | No se clasificó                     | No se clasificó                     | No se clasificó                     | No se clasificó                     | No se clasificó |
| Alemania 2006       | No se clasificó                     | No se clasificó                     | No se clasificó                     | No se clasificó                     | No se clasificó                     | No se clasificó                     | No se clasificó                     | No se clasificó                     | No se clasificó |
| Sudáfrica 2010      | Primera fase                        | Otto Rehhagel                       | Convocatoria                        |                                     |                                     |                                     |                                     |                                     |                 |

## Convocatorias

### Estados Unidos 1994
| #  | Nombre                | Posición      | Edad                     | PJ Sel | Club          |
| -- | --------------------- | ------------- | ------------------------ | ------ | ------------- |
| 1  | Antonis Minou         | Portero       | 4 de mayo de 1958        | -      | Apollon       |
| 2  | Stratos Apostolakis   | Defensa       | 11 de mayo de 1964       | -      | Panathinaikos |
| 3  | Thanasis Kolitsidakis | Defensa       | 20 de noviembre de 1966  | -      | Panathinaikos |
| 4  | Stelios Manolas       | Defensa       | 13 de julio de 1961      | -      | AEK Atenas    |
| 5  | Ioannis Kalitzakis    | Defensa       | 10 de febrero de 1966    | -      | Panathinaikos |
| 6  | Giotis Tsalouchidis   | Mediocampista | 30 de marzo de 1963      | -      | Olympiacos    |
| 7  | Dimitris Saravakos    | Delantero     | 26 de julio de 1961      | -      | Panathinaikos |
| 8  | Nikos Nioplias        | Mediocampista | 17 de enero de 1965      | -      | Panathinaikos |
| 9  | Nikos Machlas         | Delantero     | 16 de junio de 1973      | -      | OFI Creta     |
| 10 | Tasos Mitropoulos     | Mediocampista | 23 de agosto de 1957     | -      | AEK Atenas    |
| 11 | Nikos Tsiantakis      | Mediocampista | 20 de octubre de 1963    | -      | Olympiacos    |
| 12 | Spiros Marangos       | Mediocampista | 20 de febrero de 1967    | -      | Panathinaikos |
| 13 | Vaios Karagiannis     | Delantero     | 25 de junio de 1968      | -      | AEK Atenas    |
| 14 | Vasilis Dimitriadis   | Defensa       | 1 de febrero de 1966     | -      | AEK Atenas    |
| 15 | Christos Karkamanis   | Delantero     | 22 de septiembre de 1969 | -      | Aris Salónica |
| 16 | Alexis Alexoudis      | Delantero     | 20 de junio de 1972      | -      | OFI Creta     |
| 17 | Minas Hantzidis       | Mediocampista | 4 de julio de 1966       | -      | Olympiacos    |
| 18 | Kiriakos Karataidids  | Defensa       | 4 de julio de 1965       | -      | Olympiacos    |
| 19 | Savvas Kofidis        | Mediocampista | 21 de marzo de 1961      | -      | Aris Salónica |
| 20 | Elias Atmatsidis      | Portero       | 24 de abril de 1969      | -      | AEK Atenas    |
| 21 | Alekos Alexandris     | Delantero     | 21 de octubre de 1968    | -      | Olympiacos    |
| 23 | Alexis Alexiou        | Defensa       | 8 de septiembre de 1963  | -      | PAOK          |
| DT | Alketas Panagoulias   |               |                          |        |               |

### Sudáfrica 2010
| #     | Nombre                    | Posición      | Edad | PJ Sel | Club             |
| ----- | ------------------------- | ------------- | ---- | ------ | ---------------- |
| 1     | Konstantinos Chalkias     | Portero       | 36   | 26     | PAOK Salónica FC |
| 2     | Giourkas Seitaridis       | Defensa       | 29   | 69     | Panathinaikos    |
| 3     | Christos Patsatzoglou     | Defensa       | 31   | 42     | AC Omonia        |
| 4     | Nikos Spiropoulos         | Defensa       | 26   | 18     | Panathinaikos    |
| 5     | Vangelis Moras            | Defensa       | 28   | 11     | Bologna          |
| 6     | Alexandros Tziolis        | Mediocampista | 25   | 18     | AC Siena         |
| 7     | Georgios Samaras          | Delantero     | 25   | 33     | Celtic FC        |
| 8     | Avraam Papadopoulos       | Defensa       | 25   | 13     | Olympiacos FC    |
| 9     | Angelos Charisteas        | Delantero     | 30   | 84     | Nuremberg        |
| 10    | Georgios Karagounis       | Mediocampista | 33   | 93     | Panathinaikos    |
| 11    | Loukas Vyntra             | Defensa       | 29   | 28     | Panathinaikos    |
| 12    | Alexandros Tzorvas        | Portero       | 27   | 8      | Panathinaikos    |
| 13    | Michail Sifakis           | Portero       | 25   | 2      | Aris Salónica FC |
| 14    | Dimitris Salpigidis       | Delantero     | 28   | 35     | Panathinaikos    |
| 15    | Vasilis Torosidis         | Defensa       | 25   | 26     | Olympiacos FC    |
| 16    | Sotirios Kyrgiakos        | Defensa       | 30   | 58     | Liverpool        |
| 17    | Theofanis Gekas           | Delantero     | 30   | 47     | Hertha Berlin    |
| 18    | Sotiris Ninis             | Mediocampista | 20   | 4      | Panathinaikos    |
| 19    | Sokratis Papastathopoulos | Defensa       | 22   | 9      | Genoa FC         |
| 20    | Pantelis Kapetanos        | Delantero     | 27   | 3      | Steaua Bucarest  |
| 21    | Konstantinos Katsouranis  | Mediocampista | 30   | 69     | Panathinaikos    |
| 22    | Stelios Malezas           | Defensa       | 25   | -      | PAOK Salónica FC |
| 23    | Athanasios Prittas        | Mediocampista | 31   | -      | Aris Salónica FC |
| D. T. | Otto Rehhagel             |               |      |        |                  |